# Martijn
Martijn fou una associació neerlandesa, fundada a Hoogeveen el 1982, que treballava per l'acceptació social de les relacions sexuals consentides entre adults i menors. Va formar part de l'Associació Internacional de Gais i Lesbianes fins al 1994. Martijn fou molt criticada per la seva opinió positiva quant a la pedofília. Els partits polítics CDA i CU proposaran una llei per il·legalitzar associacions com Martijn. Una majoria de la Tweede Kamer, la cambra baixa dels Països Baixos, ja estava a favor d'una tal llei.
Ad van den Berg va presidir l'associació entre el 2006 i el 2011. El 2006, a més, va ser un dels fundadors del Partit de la Caritat, la Llibertat i la Diversitat. El març del 2011 va ser detingut sota càrrecs de possessió de pornografia infantil pels que el 4 d'octubre va ser condemnat a quatre anys de presó, dels quals vuit mesos amb pròrroga i cinc anys en període de prova. Hauria tingut 150.000 fotos i 7.500 vídeos de pornografia infantil, dels quals 12.000 fotos amb ell mateix. El fiscal va qualificar les fotos com a «molt xocants».
El 27 de juny de 2012 el tribunal d'Assen va il·legalitzar l'associació Martijn, adduint que el contacte sexual entre adults i nens anava en contra les normes i els valors generals de la societat neerlandesa. L'associació va ser dissolta i el seu lloc web ja no existeix.